# Zdzieszowice (gmina)
Zdzieszowice est une gmina mixte du powiat de Krapkowice, Opole, dans le sud-ouest de la Pologne. Son siège est la ville de Zdzieszowice, qui se situe environ 13 km au sud-est de Krapkowice et 31 km au sud-est de la capitale régionale Opole.
La gmina couvre une superficie de 57,85 km2 pour une population de 17 478 habitants.

## Géographie
Outre la ville de Zdzieszowice, la gmina inclut les villages de Januszkowice, Jasiona, Krępna, Oleszka, Rozwadza, Wielmierzowice et Żyrowa.
La gmina borde la ville de Kędzierzyn-Koźle et les gminy de Gogolin, Krapkowice, Leśnica, Reńska Wieś, Strzelce Opolskie et Walce.